# Johanneskirche (Dömitz)

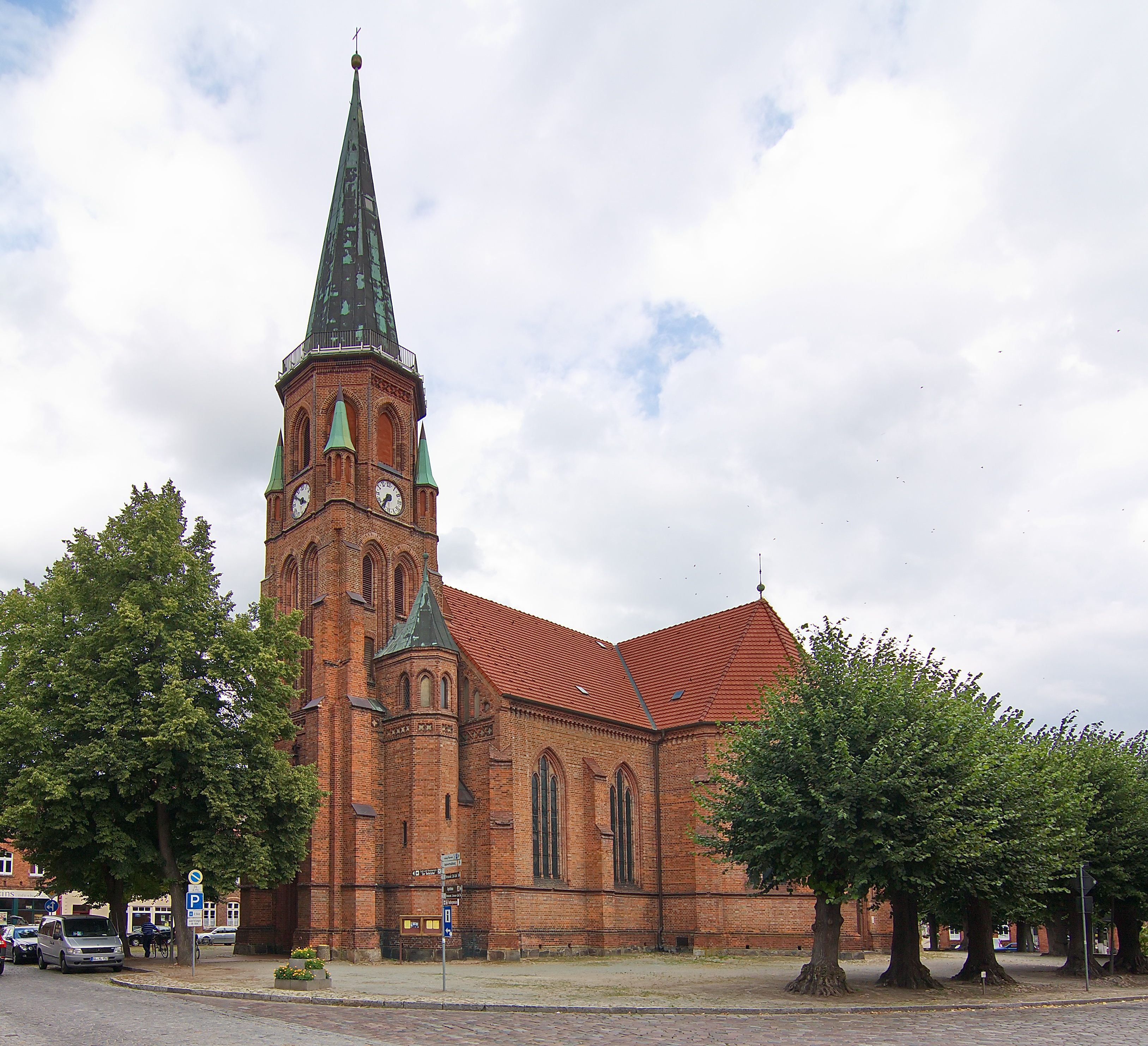
Johanneskirche Dömitz

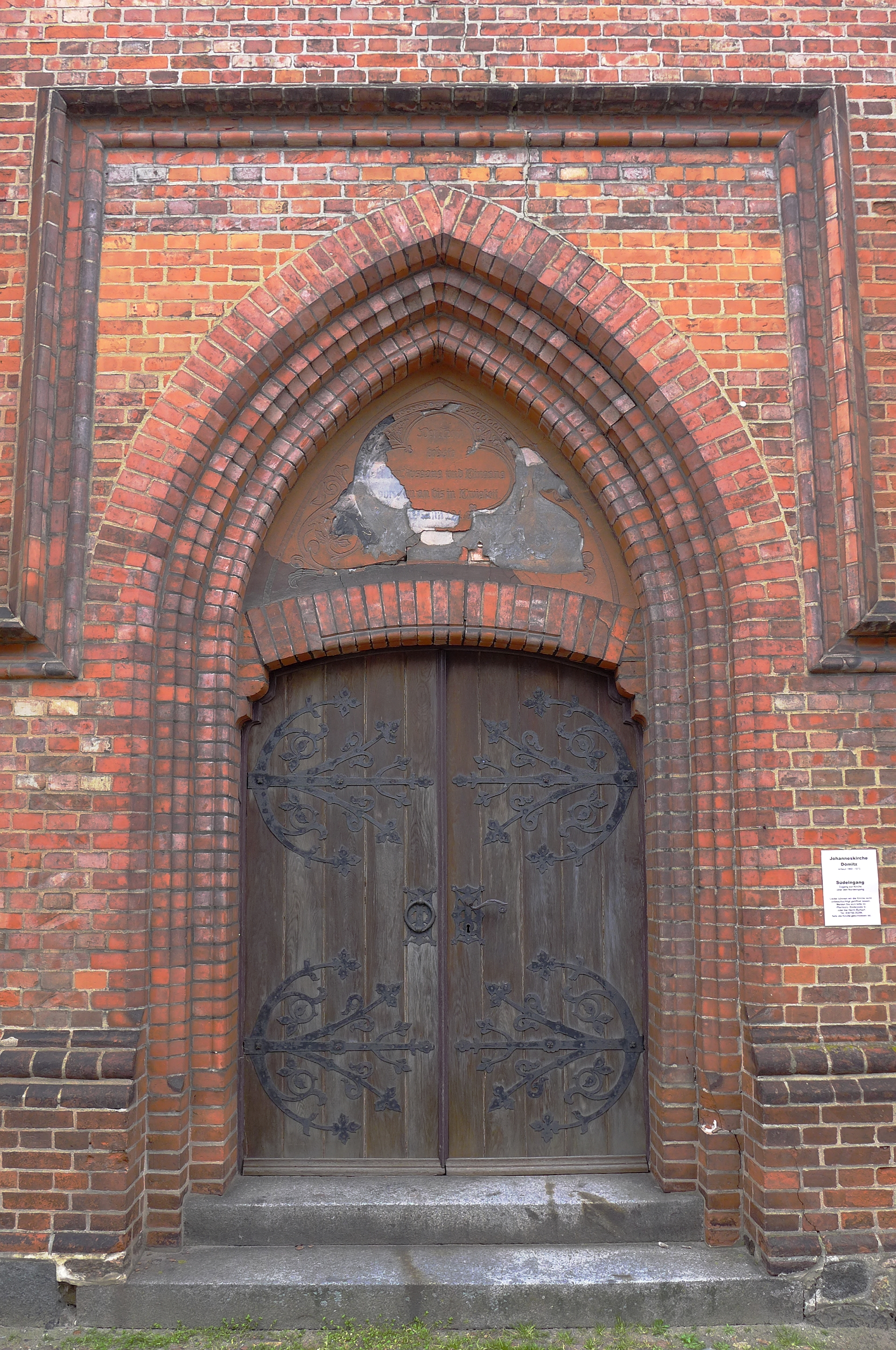
Kirchenportal

Die Johanneskirche Dömitz ist die Kirche der Kirchengemeinde Dömitz in der Propstei Parchim im Kirchenkreis Mecklenburg der Evangelisch-Lutherischen Kirche in Norddeutschland (Nordkirche).

## Chronik und Beschreibung
Seit 1195 ist in Dömitz eine Kirche belegt. Die Johanneskirche ist bereits der vierte Kirchenbau, nachdem die Vorgängerkirchen jeweils wegen Baufälligkeit oder nach einem Stadtbrand abgerissen werden mussten. Der Bau der jetzigen Stadtkirche erfolgte 1869 bis 1872 nach Plänen des Schweriner Architekten Theodor Krüger am Platz der Vorgängerkirche, der höchsten Erhebung im Stadtgebiet. Die Kirche wurde am 20. Oktober 1872 im Beisein ihres Patrons Großherzog Friedrich Franz II. geweiht.
Die neugotische Saalkirche aus Backsteinen ist 39 Meter lang und hat ein kreuzförmiges Zeltdach. Der vorgebaute, mit vier Türmchen flankierte Kirchturm ist 50 Meter hoch. Die Turmuhr aus dem Jahr 1873 wurde wiederholt notdürftig repariert, bis sie mit der Spende eines ehemaligen Gemeindemitgliedes 1988 restauriert werden konnte.

## Ausstattung
Aus der Vorgängerkirche stammen der Taufstein, mit neuerem Sockel und Dekorband von 1872, und mehrere Kugelleuchter. Alle anderen Stücke der Ausstattung, wie der Altar, die Kanzel oder die Orgel sind aus der Zeit um 1872.
Der Altar wurde vom Schweriner Hoftischler Peters gefertigt. Das 2,9 Meter hohe Altarbild mit den Darstellungen von Maria, Martha und Johannes unter dem Kreuz stammt vom Historienmaler Theodor Fischer ebenfalls aus Schwerin. Die Ausmalung im Kirchenschiff ist bis heute unverändert geblieben. Eine der beiden Glocken im Turm wurde 1664 gefertigt.
Zwei Bleiglasfenster wurden 1921 bei dem örtlichen Glasermeister W. Strempel in Auftrag gegeben, konnten jedoch wegen der Geldentwertung nicht bezahlt werden. Die Kunstwerke wurden 1976 von einem Arzt erstanden, nachdem sie in einer Hamburger Zeitung inseriert waren. Der Mediziner stiftete die Fenster 1991 der Johanneskirche, in der sie seit 1995 zu sehen sind.

### Orgel
Die Orgel auf der Westempore wurde 1873 von dem Orgelbauer Johann Heinrich Runge aus Hagenow erbaut. Das Werk befindet sich in einem flachen, neugotischen Prospekt mit drei spitzbogigen Pfeifenfeldern mit Giebelbekrönung, die jeweils von einem Fialturm flankiert werden. Das Schleifladen-Instrument wurde vor 1945 umdisponiert. Es hat heute 19 Register auf zwei Manualen und Pedal. Die Trakturen sind mechanisch.
| I Hauptwerk C–f3 |            |       |
| 1.               | Bourdun    | 16′   |
| 2.               | Principal  | 8′    |
| 3.               | Flöte      | 8′    |
| 4.               | Octave     | 4′    |
| 5.               | Quinte     | 2 ⁄3′ |
| 6.               | Octave     | 2′    |
| 7.               | Mixtur III |       |
| 8.               | Trompete   | 8′    |

| II Nebenwerk C–f3 |            |    |
| 9.                | Gedackt    | 8′ |
| 10.               | Salicional | 8′ |
| 11.               | Harmonica  | 8′ |
| 12.               | Octave     | 4′ |
| 13.               | Flöte      | 4′ |
| 14.               | Blockflöte | 2′ |

| Pedalwerk C–d1 |           |     |
| 15.            | Principal | 16′ |
| 16.            | Subbaß    | 16′ |
| 17.            | Gedackt   | 8′  |
| 18.            | Octave    | 4′  |
| 19.            | Posaune   | 16′ |

- Koppeln: II/I, I/P

## Pastoren
Namen und Jahreszahlen bezeichnen die nachweisbare Erwähnung als Pastor.
- 1725–1786 Dr. phil. Jacob Paul Zander, erster Pastor der Stadtkirche.